# Vincent Deniard
Vincent Deniard, né le 2 mai 1979 est un acteur français.

## Biographie
D'origine bretonne, Vincent Deniard s'inscrit à la Classe Libre du Cours Florent sous la direction de Valérie Nègre, Georges Bécot, et Jean-Pierre Garnier dès 1997, ainsi qu'au Studio Pygmalion.
En 2003, c'est Cédric Kahn qui lui offre son premier rôle au cinéma dans Feux rouges aux côtés de Carole Bouquet et de Jean-Pierre Darroussin, début de carrière qui lui vaut d'être révélé Talents Adami au Festival de Cannes en 2006. Il tourne ensuite avec Romain Goupil, James Huth, Samuel Benchetrit, Nicolas Pariser (Prix Louis-Delluc), Jean-Pierre Améris. En 2018, il interprète le rôle de Danton dans Un peuple et son roi de Pierre Schoeller. Le film obtient 2 nominations aux César.
Au théâtre, Vincent Deniard collabore notamment avec Alain Sachs, Joël Jouanneau, Stéphane Hillel et Alexis Michalik. Il partage les planches avec Marc Citti en 2014 dans une pièce écrite par ce dernier Le temps des suricates. En 2015, Gérard Desarthe le met en scène dans Home avec Carole Bouquet et Pierre Palmade. Puis en 2018, il décroche une nomination au Molière du comédien dans un second rôle pour Baby Jane mis en scène par Hélène Vincent avec Isabelle Carré et Bruno Solo,.
À la télévision, Vincent Deniard débute avec Francis Huster dans Le Grand Patron puis participe à de nombreuses séries comme Central Nuit, Reporters, Plus belle la vie et Section de recherches. Dès 2015, il est révélé au grand public avec les séries Le Mystère du lac, Les Bracelets rouges dans le rôle de Victor et Le temps est assassin dans le rôle d'Orsu avec Mathilde Seigner,.
Au Festival de la fiction TV de La Rochelle 2021 Vincent Deniard obtient le prix d'interprétation masculine pour le rôle de Jacques, schizophrène dans Qu'est-ce qu'on va faire de Jacques ? de Marie Garel-Weiss.

## Filmographie

### Cinéma

#### Longs métrages
- 2003 : Feux rouges de Cédric Kahn : L'homme en cavale
- 2007 : Avant-poste d'Emmanuel Parraud
- 2008 : Hello Goodbye de Graham Guit
- 2010 : Les Mains en l'air de Romain Goupil : Inspecteur
- 2010 : À l'abri de la tempête de Camille Brottes Beaulieu : Léo jeune
- 2011 : Sans métro fixe de Jean Jonasson
- 2012 : Un bonheur n'arrive jamais seul de James Huth : Nicolas l'Artiste
- 2013 : Attila Marcel de Sylvain Chomet : Gégé, ami d'Anita et Marcel
- 2014 : À l'abri de la tempête de Camille Brottes Beaulieu : Léo jeune
- 2014 : Un voyage de Samuel Benchetrit : Le policier
- 2014 : Le Talent de mes amis d'Alex Lutz : Le fou du bus
- 2014 : Les Jours venus de Romain Goupil : Pompes funèbres
- 2015 : Le Grand Jeu de Nicolas Pariser : Thomas
- 2017 : Je vais mieux de Jean-Pierre Améris : L'ostéopathe
- 2017 : Sales Gosses de Frédéric Quiring : Agent de sécurité
- 2017 : Gaspard va au mariage d'Antony Cordier : L'amoureux de Coline
- 2018 : Mme Mills, une voisine si parfaite de Sophie Marceau
- 2018 : Vaurien de Mehdi Senoussi : Antonio
- 2018 : Un peuple et son roi de Pierre Schoeller : Danton
- 2019 : Beaux-parents d'Héctor Cabello Reyes : Rodrigo
- 2020 : La Nuée de Just Philippot : Briand
- 2021 : Mystère de Denis Imbert : Brice
- 2022 : Reprise en main de Gilles Perret : Denis
- 2023 : 38°5 quai des Orfèvres de Benjamin Lehrer : Carlo
- 2023 : Jeff Panacloc : À la poursuite de Jean-Marc de Pierre-François Martin-Laval : Sergent Alban
- 2024 : Pourquoi tu souris ? de Chad Chenouga et Christine Paillard : Christophe

#### Courts métrages
- 2006 : Mon prince charmant de Jean-Paul Civeyrac : Le metteur en scène
- 2007 : Erémia Erèmia d'Olivier Broudeur et Anthony Quere
- 2007 : Valériane va en ville de Alban Mench : Bernie
- 2010 : Charmante Mira de Franck Victor
- 2010 : Carmin de David Dang
- 2014 : Mademoiselle de Guillaume Gouix : Bernie
- 2016 : Friday Night d'Alexis Michalik[11]
- 2021 : Amorphe de Vincent Meilac
- 2022 : Amis que vent emporte de Guillaume Fabre-Luce

### Télévision

#### Téléfilms
- 2005 : Joséphine de Jean-Marc Vervoort
- 2013 : Guillaume le conquérant, docu-fiction diffusé sur Arte de Frédéric Compain[12] :  Guillaume
- 2015 : L'Annonce de Julie Lopes-Curval : Richard
- 2018 : Meurtres en pays d'Oléron de  Thierry Binisti : Dominique Millas
- 2019 : Meurtres à Colmar de Klaus Biedermann : Janusz Wolff
- 2020 : La Mort est dans le pré d'Olivier Langlois : Aurélien Weiss[13]
- 2022 : Clèves de Rodolphe Tissot : Vittoz
- 2022 : Qu'est-ce qu'on va faire de Jacques ? de Marie Garel-Weiss : Jacques
- 2024 : Sur la dalle de Josée Dayan : Johan

#### Séries télévisées
- 2005 : Le Grand Patron de Dominique Ladoge : Martin (épisode 15 : Maldonne)
- 2006 : Central Nuit : Manuel Lestague (saison 5, épisodes 5 et 6)
- 2009 : Reporters : Guillaume Marchand (saison 2, épisodes 1 et 2)
- 2009 : Plus belle la vie : Jean Tisserand (saison 6)
- 2011 : Section de recherches : Maertens (saison 5, épisode 4 : Mauvaise rencontre)
- 2013 : RIS police scientifique (saison 8, épisode 1)
- 2013 : Le Passager de Jérôme Cornuau : Patrick Bonfils
- 2015 : Le Mystère du lac de Jérôme Cornuau : Rémi Bouchard
- 2015 : Lazy Company de Samuel Bodin et Alexandre Philip : Serguei
- 2016 : Trepalium d'Antarès Bassis et Sophie Hiet : Vincent
- 2017 : Candice Renoir : Pascal Lahmani (saison 5, épisode : La nuit, tous les chats sont gris)
- 2017 : Cherif : Vincent Giovanni (saison 4, épisode : La veuve noire)
- 2018-... : Les Bracelets rouges de Nicolas Cuche : Victor
- 2019 : Le temps est assassin de Claude-Michel Rome : Orsu
- 2019 : Coup de foudre en Andalousie de Stéphane Malhuret : Erwan
- 2019 : Nina d'Éric Le Roux : Thomas (saison 5, épisode 3)
- 2021 : Les Aventures du jeune Voltaire d'Alain Tasma : Rohan Chabot
- 2021 : En thérapie de Éric Toledano et Olivier Nakache (saison 1)
- 2021 : Germinal de David Hourrègue : Bouteloup
- 2022 : Capitaine Marleau de Josée Dayan : Eric Montaron (saison 4, épisode 6 : Le Prix à payer)
- 2022 : Visitors de Simon Astier : Ty
- 2022 : Jeux d'influence de Jean-Xavier de Lestrade : Erwan (saison 2)
- 2022 : Canis familiaris de Joris Goulenok
- 2022 : Marianne de Laurent Mondy, Alexandre Charlot, Franck Magnier : Dave (saison 2, épisode 4 : Fin de partie et épisode 5 : Les filles de l'Ovalie)
- 2023 : Les Espions de la terreur de Rodolphe Tissot : Fred
- 2025 : L'Art du crime : Thierry Francon (saison 8, épisode 1 : Mission Raphaël)
- 2025 : Cassandre : Frédéric Letourneur (saison 8, épisode 5 : À toute volée)
- 2025 : La Disparue de Compostelle de Floriane Crépin : Gerome Rousseau

### Websérie
- 2011 : VIP Paradise (saison 1)
- 2017 : Confessions d'Histoire : [vidéo] « Richard Coeur de Lion & la 3ème Croisade - Philippe II Auguste, Saladin », sur YouTube d'Ugo Bimar : Richard Ier “Cœur de Lion”

### Publicité
- 2022 : Ionos : chef cuisinier du restaurant "La Table de Jean" qui se veut autonome !

## Théâtre
- 2000 : Dans la solitude des champs de coton de Bernard-Marie Koltès, mise en scène Grégoire Hittner
- 2004 : Si j'étais diplomate... de Karl Tiedemann et Lewis Rickman, traduction et mise en scène Alain Sachs, Théâtre Tristan Bernard
- 2006 : Claire en affaires de Martin Crimp, mise en scène Joël Jouanneau, Théâtre de la Cité internationale[14]
- 2008 : La confrérie des Supers-Blaireaux, texte et mise en scène Benjamin Pascal, Théâtre des Blancs-Manteaux[15]
- 2009 : Le Cid de Corneille, mise en scène Bénédicte Budan, Théâtre Silvia Monfort
- 2010 : Henri IV le bien aimé, texte et mise en scène Daniel Colas, Théâtre des Mathurins[16]
- 2011 : Sunderland de Clément Koch, mise en scène Stéphane Hillel, Théâtre de Paris[17]
- 2014-2015 : Le Porteur d'histoire, texte et mise en scène Alexis Michalik, Studio des Champs-Élysées et tournée
- 2015 : Le temps des suricates de Marc Citti, mise en scène Benjamin Bellecour, Théâtre des Béliers parisiens, Ciné 13 Théâtre
- 2015 : Home de David Storey, mise en scène Gérard Desarthe, avec Carole Bouquet et Pierre Palmade, Théâtre de l’Oeuvre
- 2018 : Baby de Jane Anderson, mise en scène Hélène Vincent, avec Isabelle Carré et Bruno Solo, Théâtre de l'Atelier
- 2022-2023 : Le Porteur d'histoire, texte et mise en scène Alexis Michalik, Théâtre des Béliers
- 2024 : Normal de Jane Anderson, mise en scène Julie Delarme, Festival d'Avignon
- 2024 : La Veuve rusée de Carlo Goldoni, mise en scène Giancarlo Marinelli, Théâtre des Bouffes-Parisiens

## Doublage

### Cinéma

#### Films
- 2024 : Marie : voix additionnelles

### Télévision

#### Séries télévisées
- 2001 : Roswell : Grant Sorenson (Jeremy Davidson (en)) (saison 2)

#### Séries d'animation
- 2025 : Votre fidèle serviteur Spider-Man : Mac Gargan / Scorpion

### Jeux vidéo
- 2012 : Rhythm Thief et les Mystères de Paris : ?
- 2022 : Astérix et Obélix XXXL : Le Bélier d'Hibernie : Irishcoffix

## Livre audio
- Mes dents, mes copains et moi, texte de Karine Dupont-Belrhali, narrateur Vincent Deniard, Bayard Jeunesse, 2011

## Distinctions

### Récompenses
- Festival de Cannes 2006 : Talents Adami
- Festival de la fiction TV de La Rochelle 2021 : Meilleure interprétation masculine pour Qu'est-ce qu'on va faire de Jacques ?

### Nomination
- Molières 2018 : Molière du comédien dans un second rôle pour Baby